# 파푸아뉴기니
파푸아뉴기니 독립국(영어: Independent State of Papua New Guinea, 톡 피신: Independen Stet bilong Papua Niugini 인데펜덴 스테트 빌롱 파푸아뉴기니, 히리 모투: Independen Stet bilong Papua Niu Gini), 약칭 파푸아뉴기니(영어: Papua New Guinea, 톡 피신: Papua Niugini, 히리 모투: Papua Niu Gini, 문화어: 파푸아뉴기니아)는 오세아니아의 나라이다. 뉴기니섬의 동반부에 위치해 육로로는 인도네시아 서뉴기니와 국경을 접하며, 수도는 포트모르즈비이다. 뉴기니섬은 세계에서 세번째로 큰 섬으로 462,840 제곱키로미터의 면적을 가진다.
1883년에 서구의 지배를 받기 시작하여 총 세 번 종주국이 바뀌었는데, 마지막은 오스트레일리아로 제1차 세계 대전부터 1975년까지 지배하였다. 1975년에 엘리자베스 2세를 국왕으로 한 영연방 왕국에 가입하였다.
알려진 것만으로도 839개의 언어가 사용되어 전세계에서 가장 언어학적으로 다양한 국가이다. 2019년 기준으로 인구의 13.25%만 도시지역에서 살기 때문에 가장 비도시화된 국가이기도 하다. 대부분의 인구가 부족민들과 함께 거주한다. 2022년 12월에는 정부가 국가의 인구를 940만으로 발표했는데, 실제로는 1,700만에 가깝다는 주장도 제기되었다.
국제 통화 기금에 의해 개발도상국으로 분류되었다. 40%의 인구가 생계농업을 하며 현금 경제체제와 거의 유리되어 생활한다. 1976년부터 동남아시아 국가 연합(ASEAN) 옵저버로 참여한다. 태평양 공동체, 태평양 제도 포럼의 정회원이다.

## 역사
고고학적 증거로 미루어보아 이 땅에 사람이 최초로 정착한 것은 약 5만 년 전으로 보인다. 이들은 아프리카 바깥으로 이주한 최초의 인류 집단 중 하나로서 동남아시아를 거쳐 사훌 대륙으로 이주해 왔으며 파푸아인과 호주 원주민의 공통 조상이 되었다. 또한 스반테 페보는 파푸아인들이 고인류의 일종인 데니소바인과 4~7%의 게놈을 공유한다는 사실을 밝혀냈다.
약 9천 년 전에 뉴기니의 고원지역에서는 농업이 독립적으로 발달하였는데 자체적으로 작물화를 성공시킨 몇 안 되는 지역 중 하나이다. 약 2500년 전에는 오스트로네시아계 민족들이 도자기, 돼지, 그리고 몇몇 고기잡기 기술을 섬에 도입하며 해안 지역으로 이주해 왔다.
유럽인 선원이 최초로 섬을 방문한 것은 16세기였으나 19세기 초까지도 서구에는 이 섬에 대해 알려진 바가 거의 없었다. 18세기 포르투갈 상인들이 남아메리카에서 가져온 고구마는 곧 말루쿠 제도와 뉴기니섬에 도입되어 토란을 대체하고 주식이 되었다.
뉴기니섬에서는 오랫동안 머리 사냥과 식인이 전쟁이나 "적의 힘을 흡수"하기 위한 목적으로 행해졌다. 이러한 풍습은 20세기에 걸쳐 거의 근절되기는 했지만 늦게는 70년대까지도 고립된 지역에서 남아있었다.
기독교의 전파는 1847년 교황청 직속의 마리아회 선교사들이 우드라크섬에 도착한 것이 최초이다. 이후 20세기까지 개신교를 위시한 다양한 교파의 선교사들이 파푸아뉴기니 전역에 기독교를 전파하여 오늘날 주민 90% 이상이 믿는 주요한 신앙이 되어있다.

### 식민 통치
파푸아뉴기니라는 이중적 국명은 독립 이전의 복잡한 식민 역사에서 비롯되었다. "파푸아"라는 이름은 말레이어로 멜라네시아인들의 곱슬머리를 가리키는 말이며, 뉴기니라는 이름은 1545년 스페인의 선원인 이니고 오르티스 데 레테스(Yñigo Ortiz de Retez)가 섬의 주민들이 아프리카 기니만 연안의 주민들과 비슷하게 생겼다고 생각해 붙인 것이다.
파푸아뉴기니의 북쪽 절반은 19세기 말에 독일 제국에 의해 독일령 뉴기니로서 통치되었다. 제1차 세계 대전 도중 이 지역은 오스트레일리아 군대에 점령되었고, 대전이 독일 측의 패배로 끝난 이후 국제 연맹은 호주에게 이 지역을 위임통치령으로 관리하도록 승인하여 뉴기니 위임통치령이 형성되었다. 한편 파푸아뉴기니의 남쪽 절반은 1884년 영국의 보호령을 거쳐 1888년 인근 섬들과 함께 영국령 뉴기니로 병합되었으며, 1905년에는 오스트레일리아에 행정권이 이양되어 파푸아 준주라는 이름으로 바뀌었다. 뉴기니섬의 서쪽 절반인 서뉴기니는 네덜란드령 동인도에 편입된 이후 뉴기니섬 동반부와 역사를 달리하였으며 이후 네덜란드로부터 독립한 인도네시아로 행정권이 이양되었다.
제1차 세계대전 이후 국제 연맹은 옛 독일령 뉴기니에는 대표를 허락한 반면 파푸아 보호령은 외부 영토로 간주되어 대표가 허락되지 않았다. 옛 독일령 뉴기니와 파푸아 보호령의 차별화된 법적 상태는 오스트레일리아의 식민 지배가 일원화된 것이 아니라 두 지역을 각각 별개로 간주했음을 보여준다. 파푸아 보호령은 공식적으로 오스트레일리아의 외부 영토로 남아 있었으며, 이는 1975년 독립 이후 법률 제도를 조직하는 데 복잡성을 야기하였다.
제2차 세계 대전 이후 뉴기니 전역은 일본군과 연합군의 충돌 장소가 되었다. 종전 이후 두 영토는 오스트레일리아의 행정 하에 파푸아 뉴기니 준주로 통합되었다.

### 독립 이후
1951년 입법위원회를 거쳐 1964년 파푸아뉴기니 의회가 설치되어 자치권과 독립을 향한 운동이 본격화되었으며, 1972년 파푸아뉴기니 총리로 선출된 마이클 소마레와 같은 해 호주 총리로 선출된 고프 휘틀럼이 합의하여 1975년 호주 의회에서 파푸아뉴기니 독립법이 통과되며 같은 해 9월 16일 파푸아뉴기니는 공식적으로 호주로부터 독립하였다. 파푸아뉴기니는 영연방에 잔류하였으며 독립 기념식에는 찰스 왕세자가 참석하였다.

#### 부건빌(북솔로몬) 문제
북솔로몬이라고도 불리는 부건빌주는 1990년 파푸아뉴기니로부터 분리 독립을 주장하며 반란을 일으켜 1998년 종결되기까지 2만여 명의 사상자를 낸 뒤 자치주가 되었다. 현재 부건빌 자치주의 대통령은 조세프 카부이이다.

## 지리
파푸아뉴기니는 남태평양에 있는 섬나라이다. 인도네시아령 서뉴기니 지역과 국경을 접하여 오세아니아의 국가 중에서는 유일하게 육지에 국경이 존재한다. 태평양의 미군 요충지인 괌과 가깝고 오스트레일리아의 북쪽에 자리 잡고 있다. 또한 오세아니아 지역에서 오스트레일리아 다음으로 영토가 크고 많은 천연자원을 보유하고 있다.

## 행정 구역
파푸아뉴기니는 21개 주와 1개 수도권으로 구성되어 있으며 각 주는 독자적인 입법 체계를 갖고 있다. 각 주는 다시 지역구와 지역 정부로 나뉘는데 한 지역구 안에 몇 개의 지역 정부가 존재하는 것이 보통이다.

## 정치
이 나라는 영국의 군주를 모시는 영연방 국가이면서 주권을 유지하고 있다. 내각제를 채택하고 있으며, 영국 군주의 대리자인 파푸아뉴기니 총독이 사실상 상징적인 국가원수이고 정부수반은 파푸아뉴기니 총리이다.

## 기후
전형적인 열대기후로 무덥고 습하고 일 년 내내 비가 많이 내린다.
대부분 지역에서 우기는 12월~3월이고 건기는 5월~10월이다. 4월과 11월은 환절기로 날씨가 어떻게 변할지 예측할 수 없고 보통 끈적 끈적하고 불쾌한 기후를 보인다. 라에와 알로타우는 예외적으로 5월~10월이 우기이다.
해변 연안은 일 년 내내 비교적 일정(섭씨 25~30도)한 기온을 보이지만 습도 및 바람의 변화는 예측이 불가능하다.

## 인구와 주민
파푸아뉴기니의 민족은 멜라네시아계의 파푸아인이 다수를 차지하며, 이외에 미크로네시아계, 폴리네시아계 인구를 비롯하여 중국, 유럽, 오스트레일리아 출신의 이민자도 소수 분포하고 있다. 파푸아뉴기니에서는 865여 종 이상의 지역 언어가 사용되고 있으며 언어 하나당 평균 사용자 수는 7천 정도이다. 이 언어들은 크게 파푸아 제어, 오스트로네시아어족으로 나뉜다.

## 언어
헌법에는 공용어에 관한 명문규정은 없고 단 세 언어를 사용할 수 있다고 하고 있을 뿐이다. 실제로는 영어가 공용어이며, 영어, 톡피신어, 히리모투어는 세개의 국민어다. 영어는 전국적으로 널리 쓰이지는 않지만 포트모르즈비를 비롯한 주요 도시를 중심으로 확산되고 있다. 톡피신어는 파푸아뉴기니의 중북부 및 섬, 그리고 포트모르즈비에서 널리 사용되며 전국적으로 가장 널리 통하는 공용어이다. 톡피신어는 의회에서 사용되는 언어이며 많은 신문들이 톡 피신으로 출간되고 있다. 히리모투어는 주로 남부에서 사용된다.

## 종교
파푸아뉴기니는 종교의 자유를 보장하고 있다. 2000년 통계에 따르면 인구의 96%가 기독교를 믿는데 많은 주민들이 토착화된 기독교를 믿고 있어 지역 및 문화마다 다른 예전을 보인다. 파푸아뉴기니의 주요 기독교 종파들은 다음과 같다.
- 로마 가톨릭교회 (인구의 약 30%)
- 파푸아뉴기니 루터교 선교회 (약 16%)
- 파푸아뉴기니 연합교회 (약 8%)
- 파푸아뉴기니 성공회 (5%)

현재 파푸아뉴기니에는 세계 성서번역 선교회(GBT)소속의 언어학과 신학을 공부한 성서번역선교사들이 활동 중이고, 자신들의 언어로 쓴 성서가 없는 부족을 위한 성서를 번역하거나 문해운동을 진행하고 있다.
오순절교회 및 소규모 다양한 기독교 계통의 컬트 역시 존재하는데, 심지어는 성적으로 문란한 사이비종교도 존재한다고 한다.
기독교 외의 종교로는 바하이(약 15000명)와 이슬람(2000명)을 들 수 있다. 비전통적인 기독교 교회와 다양한 종교집단이 공존하고 있으며 이슬람 및 유교의 선교사들이 존재하는 것으로 알려져 있다.
파푸아뉴기니의 전통적인 종교는 일반적으로 애니미즘 및 조상숭배다.

## 경제
1인당 GDP는 2581달러(2023년 기준), 경제가 그리 좋지 못한 극빈국으로, 아이들은 제대로 된 교육도 받지 못하고 있다. 저개발에다 치안 상태도 열약하다.

## 문화
파푸아뉴기니의 문화는 다원적이며 복잡하다. 파푸아뉴기니에는 1000여 개의 독자적인 문화집단이 존재하는 것으로 알려져 있으며, 이런 다양성을 기반으로 다양한 형태의 예술, 무용, 무기, 복식, 노래, 음악, 건축 등의 형태가 생겨났다.
이 문화 집단들의 대부분은 독자적인 언어를 갖고 있으며 마을 단위로 농업에 의지해서 살아가고 있다. 식생활의 균형을 위한 사냥 및 야생 식물의 채집이 현재까지도 이루어지고 있으며, 농사와 수렵에 재능이 있는 사람들은 전통적인 경제에서 중요시되고 있다.
엥가주 고원 지역의 주민들은 고로카에서 "싱싱"이라 불리는 축제를 여는데, 화려한 화장을 하고 깃털, 진주, 동물 가죽 등으로 토템으로 분장하여 음악과 함께 전설적인 전투와 같은 역사적, 신화적 사건들을 재현하기도 한다.

## 같이 보기
- 파푸아뉴기니의 경제
- 서뉴기니